# 蒲甘航空

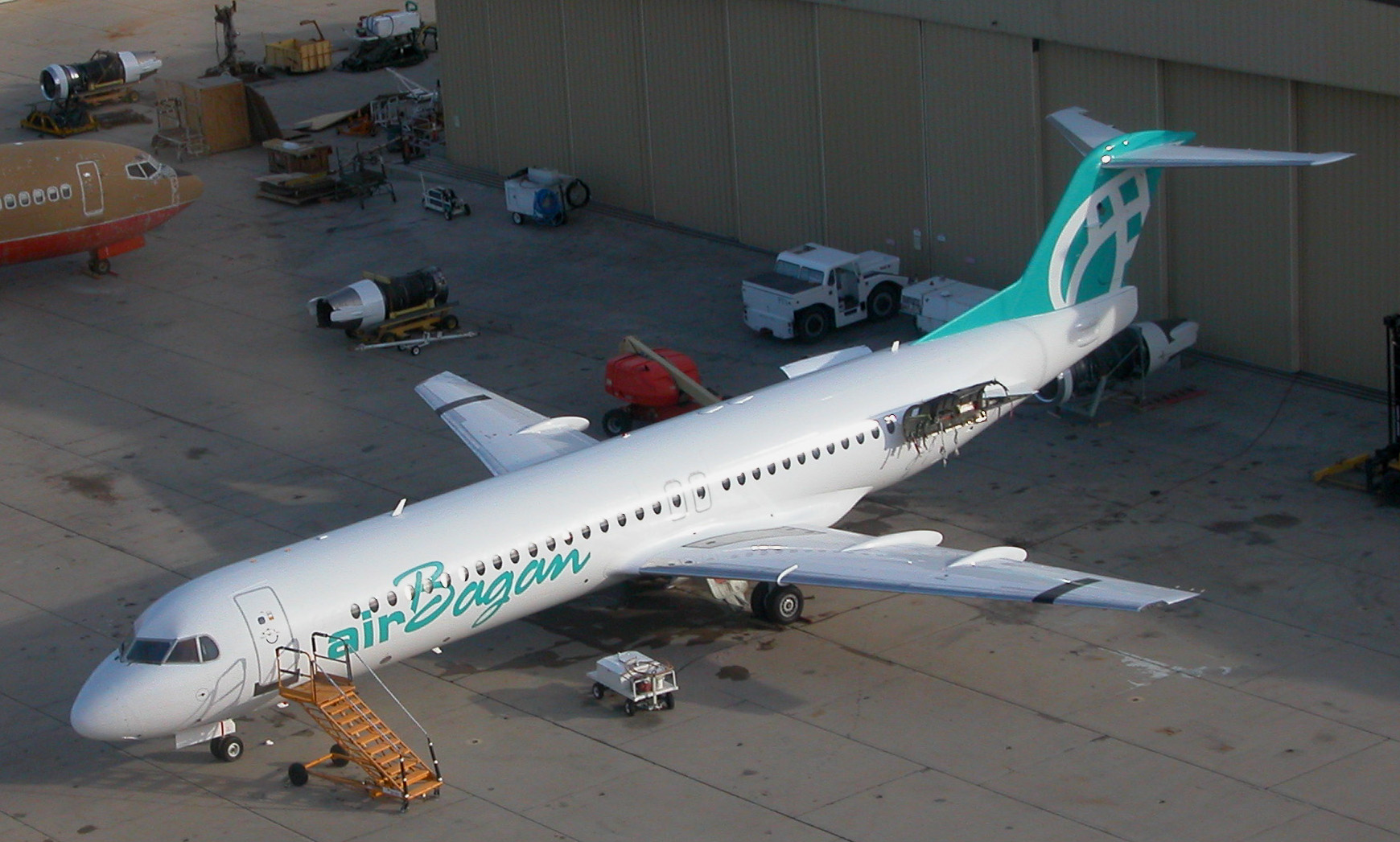
蒲甘航空的福克F100

蒲甘航空（အဲပုဂံ）是一家緬甸的航空公司，成立於2004年，經營國內及國際定期客運和貨運航班服務，總部設於仰光國際機場。
在2018年八月，該航空因緬甸航空業過剩而停飛。.

## 機隊
- 2架ATR42-300
- 1架ATR72-200

## 事故
一架緬甸蒲甘航空ATR-72 212型的螺旋槳客機在2008年2月21日從緬甸克钦邦葡萄机场起飛時，衝出跑道達100公尺，飛機斷裂毀損。一名副駕駛與一名乘客在這一起意外中負傷，無人死亡。
2012年12月25日，一架型號為福克100的蒲甘航空11號班機於缅甸掸邦黑河機場附近墜毀，事故造成兩人死亡，十一人受傷。

## 外部連結
- 蒲甘航空 （页面存档备份，存于）

1. ↑  aerotelegraph.com - Airlines dying in Burma （页面存档备份，存于） 9 August 2018
2. ↑  . 美联社. 2012-12-25  [2021-02-16]. （原始内容存档于2016-03-05）.